# صابونية فيتية
صابونية فيتية (الاسم العلمي:Sapindus vitiensis) هي نوع من النباتات تتبع جنس الصابونية من الفصيلة الصابونية.